# Cameraria australisella
Cameraria australisella là một loài bướm đêm thuộc họ Gracillariidae. Nó được tìm thấy ở Hoa Kỳ (Illinois và Texas).
Ấu trùng ăn Quercus alba và Quercus imbricaria. Chúng ăn lá nơi chúng làm tổ.